# Tanyproctus ledereri
Tanyproctus ledereri är en skalbaggsart som beskrevs av Reiche 1861. Tanyproctus ledereri ingår i släktet Tanyproctus och familjen Melolonthidae. Inga underarter finns listade i Catalogue of Life.